# Laurent Abrial
Laurent Abrial est un arbitre international de rugby à XIII et de rugby XIII fauteuil, originaire de Villeneuve-Minervois.

## Carrière d'arbitre
Passionné par le rugby qu’il a pratiqué, Laurent Abrial rejoint le corps arbitral en 2011,  après une formation avec Richard Frileux, responsable alors des arbitres de la fédération (valides et handicapés).   
Il arbitre ensuite régulièrement des rencontres du championnat de France, puis progressivement des matchs internationaux. Un temps fort de sa carrière étant sa désignation pour arbitrer des matchs de la coupe du monde de 2017.      
En octobre 2022, il fait partie des quatre arbitres français sélectionnés pour la coupe du monde,.   

## Polémique en 2022
Lors de la finale de la Coupe du monde fauteuil, entre la France et l'Angleterre,  Laurent Abrial se fait remarquer par son comportement.
Ainsi, la presse anglaise lui reproche d'avoir refusé un essai à un joueur anglais, et d'avoir manifesté son mécontentement à la suite de la validation de l'essai qui permet à l'Angleterre de remporter la finale. Une vidéo circulant sur les réseaux sociaux le montre également  en train de parler vivement à un homme en costume. En fait, il s'agit du directeur du tournoi, les images devenant virales.
La fédération internationale ouvre alors une enquête,.
La polémique tombe en fait dans un moment de tension entre les Français et les Anglais ; non seulement à cause d'une vision différente de l'arbitrage, mais aussi en raison de  l'idée défendue, côté français, que le rugby à XIII fauteuil doit rester un rugby pour les joueurs handicapés.  Alors que côté britannique, pour assurer le spectacle, on veut favoriser le mouvement en tenant, peut-être, moins compte des joueurs ayant un handicap prononcé. 
Laurent Abrial est finalement sanctionné de quatre ans de suspension par la Fédération internationale de rugby à XIII  car il « reconnu coupable d’inconduite ». Néanmoins, il « a reconnu avoir commis une faute et a exprimé ses regrets pour ses actes ».
Si sur le papier la sanction semble lourde, dans les faits elle ne devrait pas pénaliser l'arbitre en raison d'un calendrier international irrégulier et de la rareté de rencontres organisées par la Fédération internationale, en dehors du cycle des coupes du monde.